# Wildseeloder
De Wildseeloder is een 2118 meter hoge Oostenrijkse berg in de deelstaat Tirol. De berg maakt deel uit van de Kitzbüheler Alpen. In het dal aan de voet van de berg ligt Fieberbrunn in het Pillerseetal. Aan de noordkant van de berg bevindt zich een skigebied, vooral voor het toerskiën. De top van de berg is niet met een kabelbaan te bereiken. Aan de westkant ligt een meer, de Wildsee, met een Hütte van de Oostenrijkse Alpenvereniging, het Wildseeloderhaus. In de Wildsee komen vissen voor die nergens anders ter wereld voorkomen.